# Norma bezwzględnie obowiązująca
Ius cogens (łac., inaczej: norma imperatywna, l.mn. iura cogentia, stąd niekiedy używane pol. „norma kogentna” lub „norma kogentalna”) – norma prawna bezwzględnie wiążąca (stosowalna, obowiązująca).
Normy te znamionuje fakt, że ich zastosowanie nie może być wolą stron wyłączone lub ograniczone – w przeciwieństwie do norm względnie stosowanych (iuris dispositivi).
O tym, które normy (przepisy) prawa są imperatywne, można dowiedzieć się bądź z treści ich samych lub treści innych norm (przepisów prawa), bądź z ich celu (istoty, funkcji, jaką mają one lub zawarta w nich regulacja prawna pełnić). Czasami, ilekroć zamiarem ustawodawcy jest zakaz wyłączenia czy ograniczenia przez strony określonej regulacji, to daje on temu wyraz w treści przepisu. Przykładowo można tu wskazać na przepisy art. 437 czy 4499 Kodeksu cywilnego.
W piśmiennictwie wskazuje się, że nazwa ius cogens często jest błędnie tłumaczona na j. polski jako norma bezwzględnie obowiązująca – jest to sformułowanie nieprawidłowe z tego powodu, iż każda norma wprowadzona do systemu prawnego (ustawą, rozporządzeniem itp.) obowiązuje bezwzględnie – może ona jedynie wiązać (zobowiązywać do określonego postępowania) strony w sposób bezwzględny lub dyspozytywny (względny). Najbardziej adekwatnym tłumaczeniem ius cogens jest „norma bezwzględnie stosowana”.

## W prawie międzynarodowym
W stosunkach międzynarodowych obowiązują pewne normy prawne o znaczeniu tak istotnym dla społeczności międzynarodowej, że posiadają one moc bezwzględną i nie mogą być uchylone inną normą prawa międzynarodowego (zarówno umowną, jak i zwyczajową) niemającą charakteru ius cogens. Normy też zwane są: bezwzględnie obowiązującymi, imperatywnymi bądź peremptoryjnymi normami prawa międzynarodowego.
Brak jest wyczerpującego katalogu takich norm. Niektóre z nich są kwestionowane co do swego charakteru bezwzględnie wiążącego. Ze swej istoty wszelkie normy typu ius cogens mają charakter zwyczaju międzynarodowego i wiążą wszystkie państwa i inne podmioty prawa międzynarodowego. Nie stoi to przeszkodzie temu, że mogą być potwierdzane w umowach międzynarodowych, np. Karcie Narodów Zjednoczonych. Do najczęściej podawanych przykładów norm iuris cogentis należą:
- zakaz użycia siły zbrojnej (z wyjątkiem przypadków dozwolonych przez Kartę Narodów Zjednoczonych),
- zakaz interwencji w sprawy wewnętrzne innych państw (z tej sfery wyłącza się jednak kwestie ochrony praw człowieka – prawo międzynarodowe nie zakazuje takiej interwencji, uznaje się, że sprawy ochrony praw człowieka nawet własnych obywateli określonego państwa nie są jego „sprawą wewnętrzną”),
- zasada wolności morza otwartego,
- zakaz zabijania jeńców wojennych,
- zakaz ludobójstwa,
- zakaz handlu niewolnikami, mężczyznami, kobietami i dziećmi,
- zakaz stosowania tortur,
- zakaz piractwa.

Normy iuris cogentis ograniczają swobodę państw, ale jednocześnie chronią państwa słabsze w negocjacjach z silniejszymi, obowiązuje w nich bowiem zasada suwerennej równości.
Konwencja wiedeńska o prawie traktatów z 1969 w art. 53 uznaje ius cogens za normę, od której żadne odstępstwo nie jest dozwolone i która może być zmieniona jedynie przez późniejszą normę prawa międzynarodowego o tym samym charakterze. Konwencja stwierdza też, że nieważna jest umowa, która w chwili zawarcia była sprzeczna z ius cogens. Jeżeli zaś powstanie nowa norma ius cogens w trakcie obowiązywanie umowy następnie z nią sprzecznej, to taka umowa wygasa.